# Житомирско-Овручская епархия ПЦУ
Житомирско-Овручская епархия Православной Церкви Украины (укр. Житомирсько-Овруцька єпархія Православної Церкви України) — епархия Православной церкви Украины в административных границах Житомирской области.

## История
По состоянию на 2014 год епархия насчитывала 208 приходов, объединенных в 24 благочиния, 4 монастыря и духовное училище.

## Архиереи
- Софроний (Власов) (29 апреля — июль 1992)
- Серафим (Верзун) (25 сентября 1992 — 12 апреля 1995)
- Изяслав (Карга) (16 июля 1996 — 23 января 2017)
- Паисий (Кухарчук) (с 23 января 2017)